# Estação Ferroviária de Barcelos

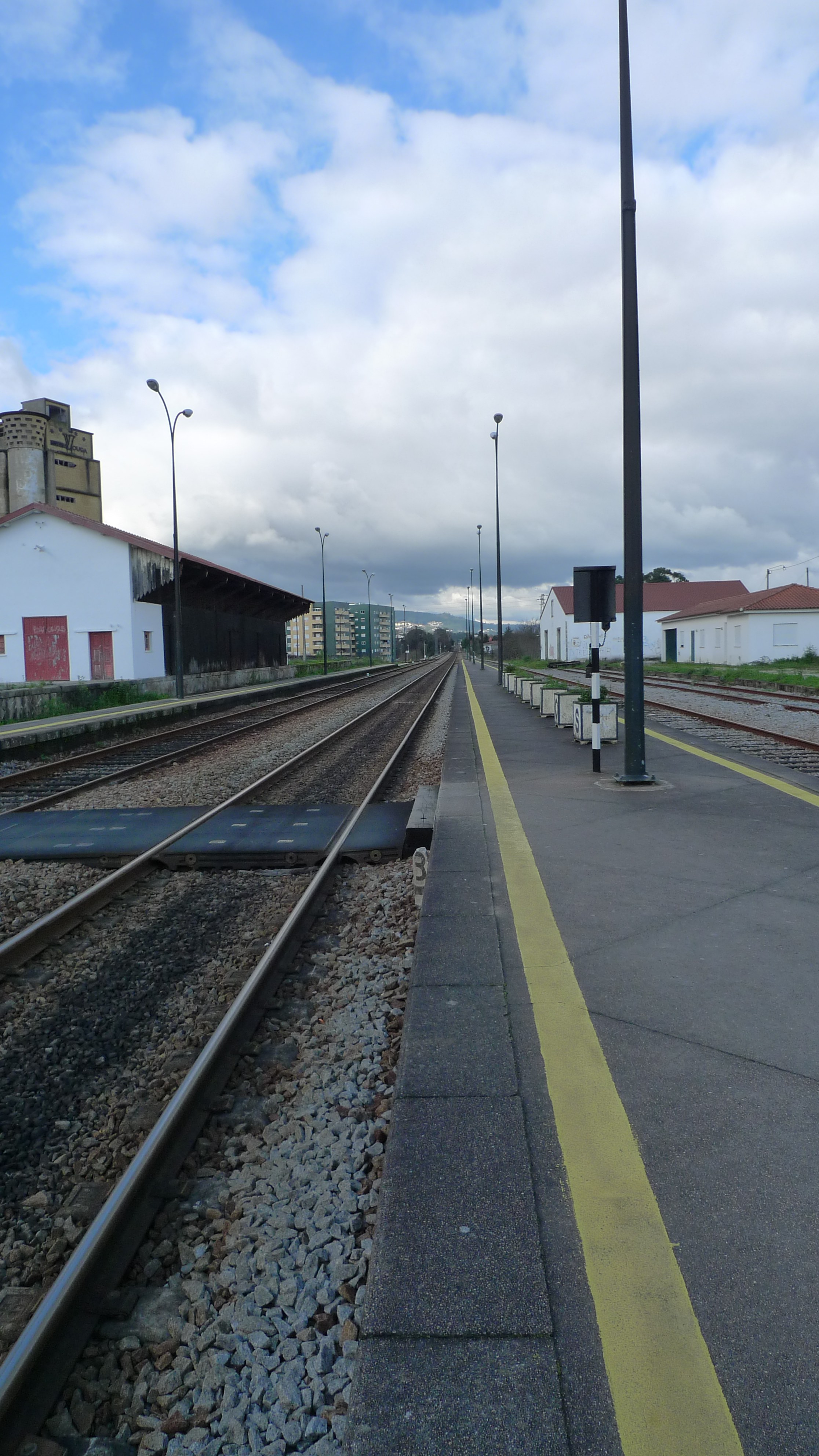
Aspeto das plataformas da estação de Barcelos, em 2016.

A Estação Ferroviária de Barcelos (nome anteriormente grafado como "Barcellos") é uma interface da Linha do Minho, que serve a cidade de Barcelos, em Portugal.

## Descrição

### Localização e acessos

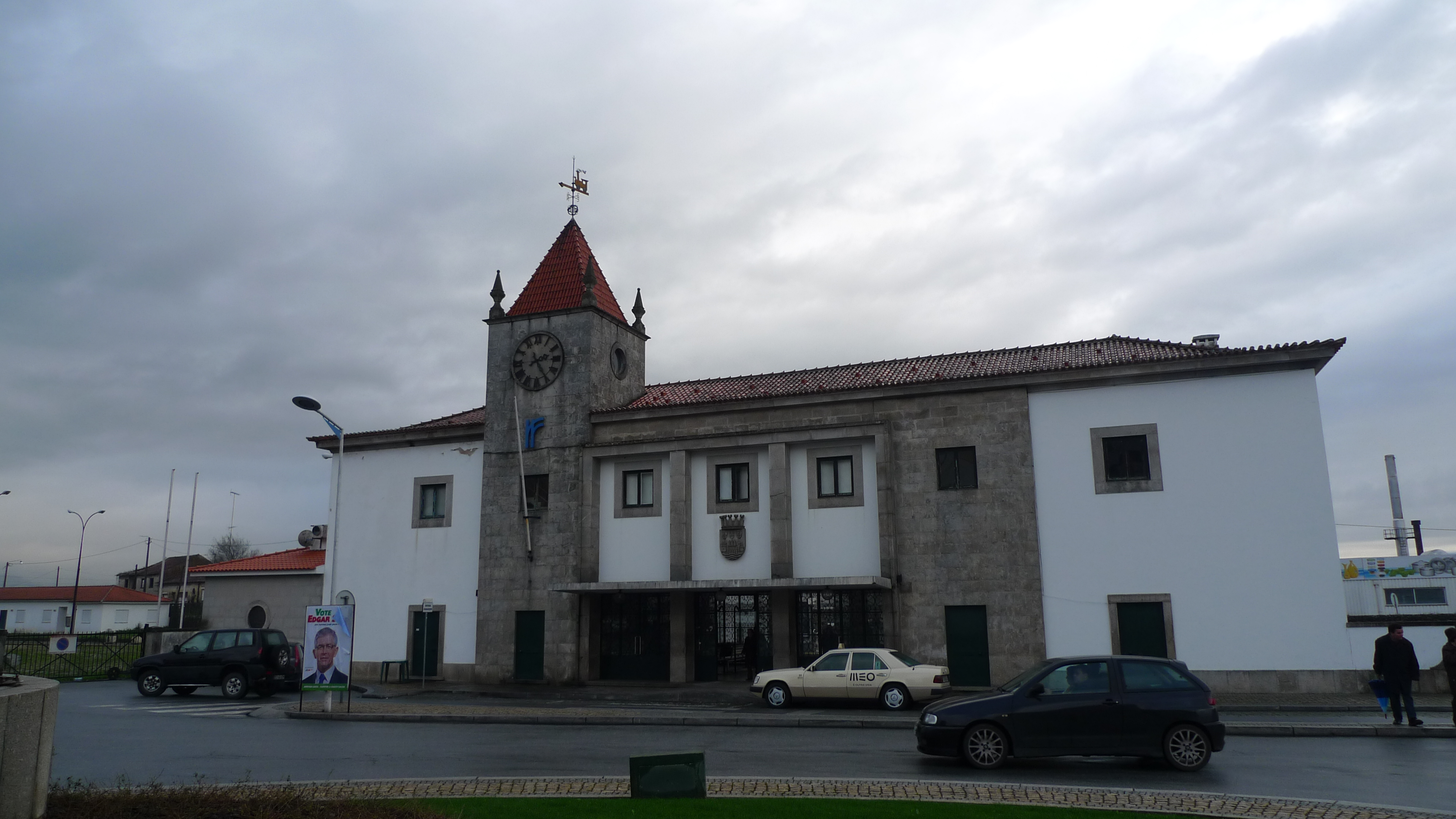
Envolvente urbana da estação de Barcelos, em 2016.

Esta estação situa-se na localidade de Barcelos, com acesso pelo Largo Marchal Gomes da Costa. É servida por uma paragem de autocarros frequentada pela linha amarela do Barcelos Bus, que, em dados de 2019, conta com 41 circulações diárias nos dias úteis e 20 nos restantes dias, entre as 07:15 e as 20:35.

### Infraestrutura
O edifício de passageiros situa-se do lado poente da via (lado esquerdo do sentido ascendente, a Monção). Em 2010, apresentava três vias de circulação, tendo duas 555 m de comprimento, e a terceira, 498 m; as duas plataformas tinham ambas 40 cm de altura, e apresentavam 273 e 243 m de extensão.

### Serviços
A estação de Barcelos é utilizada por serviços Regionais e Interregionais da empresa Comboios de Portugal.

## História

### Século XIX
A estação foi inaugurada em 21 de Outubro de 1877, como parte do lanço da Linha do Minho até Midões. Em 24 de Fevereiro de 1878, entrou ao serviço o troço seguinte da Linha do Minho, até Darque.
Um projecto de lei de 10 de Agosto de 1897 autorizou o governo a abrir concursos públicos para várias ligações ferroviárias, incluindo um ramal unindo esta estação a Esposende. Esta ligação ferroviária nunca viria a ser construída.[carece de fontes?]

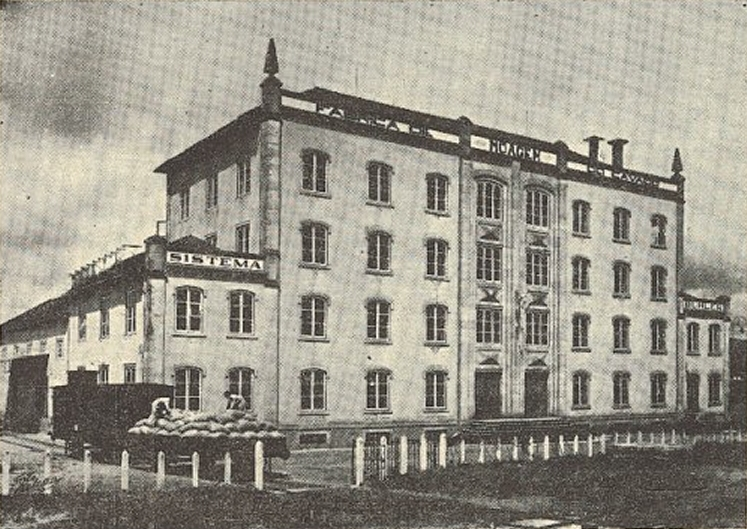
Fábrica de Moagem do Cávado, que estava ligada por um ramal à gare de Barcelos.

### Século XX
Em 1913, a estação era servida por carreiras de diligências até à vila de Barcelos, Esposende, Fão e Apúlia. Em 1940, a Companhia dos Caminhos de Ferro Portugueses instalou uma plataforma entre as vias 1 e 2 da estação.
No Diário do Governo n.º 223, II Série, de 25 de Setembro de 1951, foi aprovado o projecto da Companhia dos Caminhos de Ferro Portugueses para a ampliação do edifício de passageiros da estação. Um diploma do Ministério das Obras Públicas de 3 de Julho de 1957 autorizou que a estação fosse reaberta ao serviço, após as obras de ampliação.
No XI Concurso das Estações Floridas, organizado em 1952 pela Companhia dos Caminhos de Ferro Portugueses e pela Repartição de Turismo do Secretariado Nacional de Informação, a estação foi premiada com uma menção honrosa. No XIX Concurso das Estações Floridas, realizado em 1961, recebeu o segundo prémio.

### Século XXI

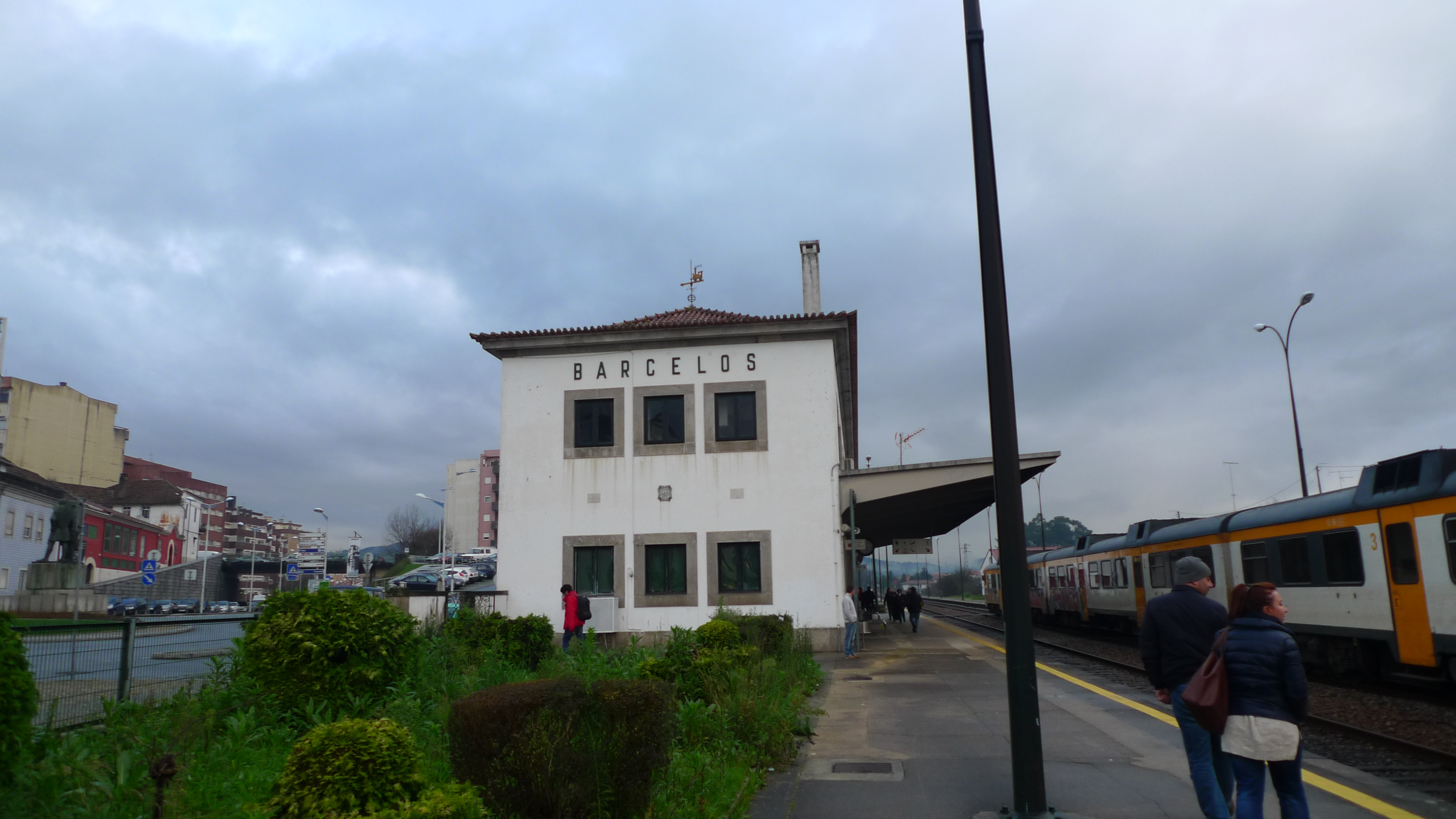
Fachada sul da estação, em 2016, antes da eletrificação.

Em 2013, as operadoras Comboios de Portugal e Red Nacional de los Ferrocarriles Españoles lançaram o comboio internacional Celta, tendo sido originalmente acordado que este serviço ligaria Porto a Vigo sem paragens. Esta decisão foi contestada pelos presidentes das cidades do Minho e a associação do Eixo Atlântico, que exigiram a paragem do comboio em Nine, onde daria ligação ao Ramal de Braga, Barcelos e em Viana do Castelo. Porém, as duas operadoras apenas estavam dispostas a fazer o comboio parar em Viana do Castelo e em Valença. Em Maio de 2014, previa-se que a empresa Comboios de Portugal iria anunciar alterações no serviço Celta durante a cimeira ibérica em Chaves, nomeadamente a introdução de novo material circulante e a paragem nesta estação, em Nine e Viana do Castelo. Esta medida foi aplaudida pelo presidente da Câmara de Viana do Castelo, José Maria Costa, devido ao potencial turístico de Barcelos, Viana e Braga, esta última ligada ao Celta através de Nine. Também nesse mês, a empresa anunciou que estava a «estudar a introdução de paragens adicionais neste trajeto ainda este verão, desde que tal não afete os tempos totais de percurso da viagem», tendo o autarca de Viana do Castelo declarado que o comboio iria começar a servir no concelho, e que estava a ser planeada uma segunda paragem, de forma a dar acesso aos habitantes dos concelhos de Braga e Barcelos. Com efeito, em 1 de Julho o Celta passou a parar igualmente em Nine, Valença e Viana do Castelo, mas não em Barcelos, decisão que foi criticada pela autarquia, uma vez que o governo tinha prometido que o comboio teria ali paragem, como parte do acordo do Eixo Atlântico. Em 3 de Julho, a associação Eixo Atlântico organizou uma viagem de comemoração das novas paragens, tendo nessa altura o presidente da Câmara de Viana do Castelo, José Maria Costa, defendido que o comboio também deveria servir Barcelos. A operadora respondeu à agência LUSA que não estavam previstas quaisquer modificações nos horários a curto prazo, uma vez que necessitava de «um período de tempo alargado para monitorizar os resultados das alterações agora introduzidas».

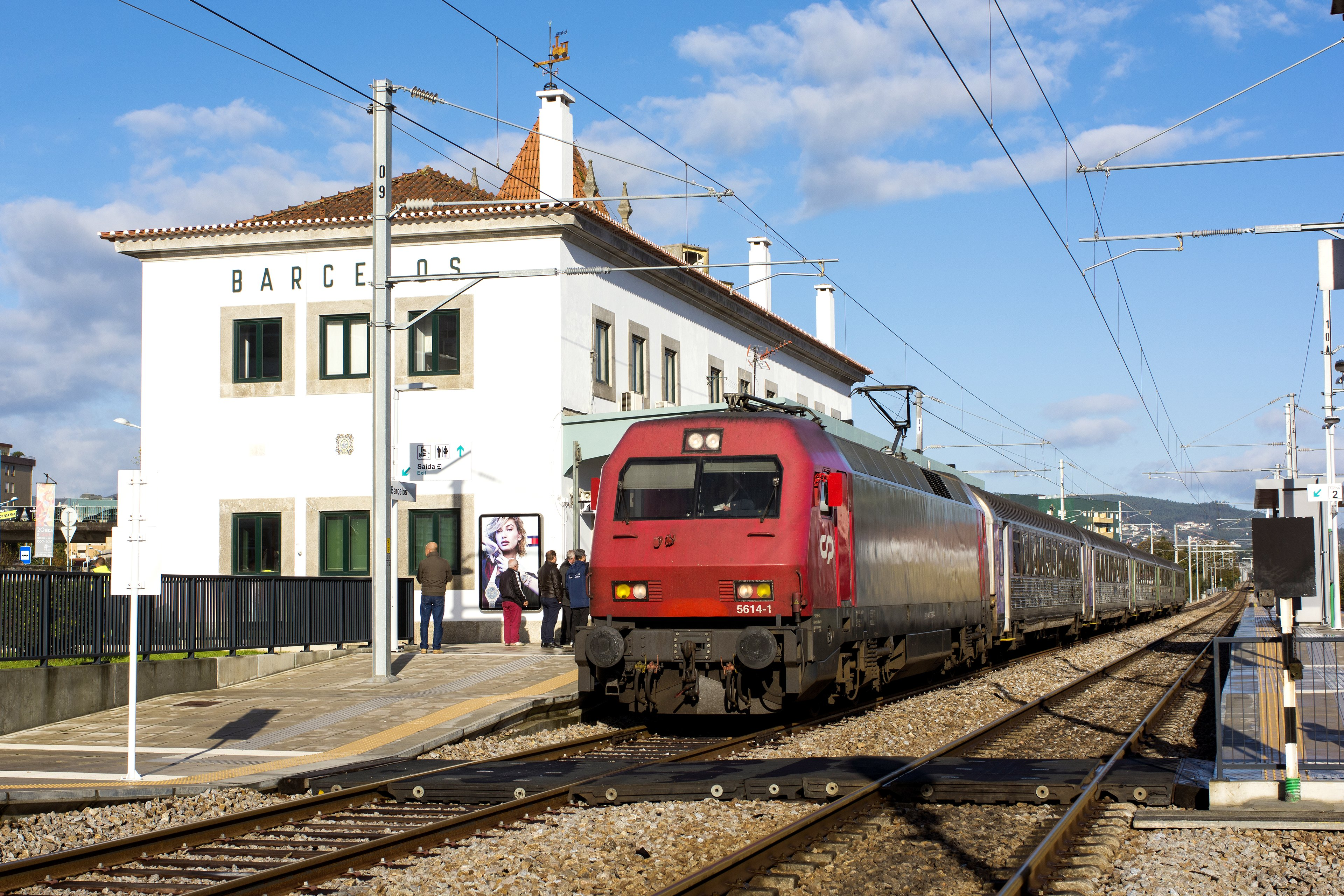
Primeiro comboio de tracção eléctrica entre Nine e Barcelos, em 26 de Novembro de 2018.

Em 2018, a autarquia de Barcelos questionou a operadora Comboios de Portugal sobre quais seriam as paragens dos novos serviços Alfa Pendular e Intercidades após a electrificação do lanço da Linha do Minho entre Nine e Viana do Castelo, tendo a empresa respondido que ainda não tinha sido definidas as paragens daqueles comboios, uma vez que ainda não se sabia qual seria o modelo de oferta a aplicar. Em Junho de 2019, a empresa informou que os comboios Intercidades de Lisboa a Viana do Castelo iriam ter início em 14 de Julho desse ano, servindo igualmente as estações de Barcelos e Barroselas. Com efeito, os novos comboios iniciaram-se em 14 de Julho, tendo o primeiro parado em Barcelos às 21:42.

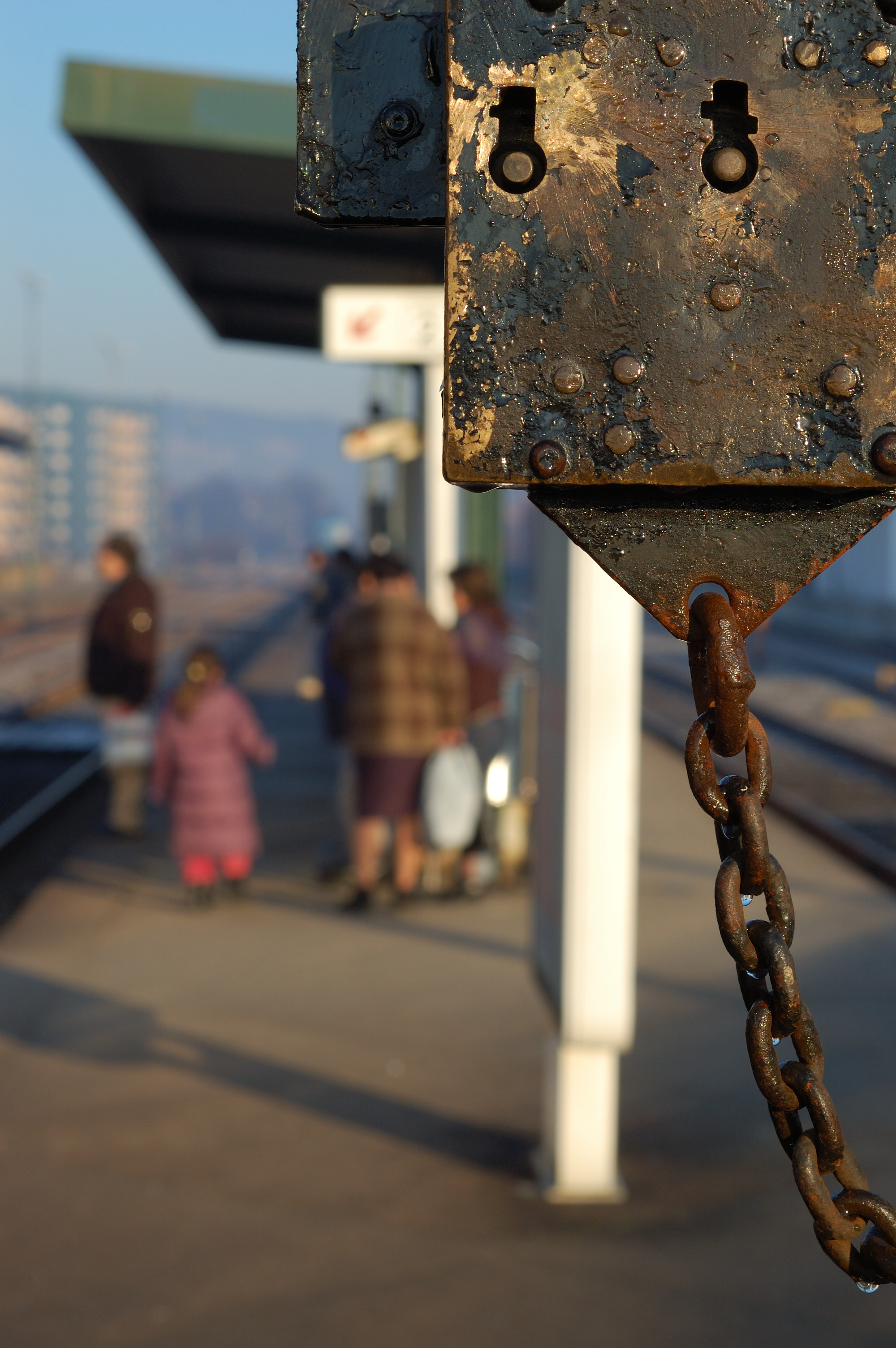
Detalhe da plataforma, em 2006.

Em 10 de Janeiro de 2020, uma senhora foi mortalmente atropelada por um comboio de mercadorias, no interior da estação.